# 토냐 버빅
토냐 린 버빅(영어: Tonya Lynn Verbeek, 1977년 8월 14일~)은 캐나다의 레슬링 선수이다. 2004년 하계 올림픽에서 은메달을 획득하며 캐나다 여자 선수로는 최초로 올림픽 레슬링 메달을 획득했다. 이후 2008년 하계 올림픽에서 동메달, 2012년 하계 올림픽에서 다시 한 번 은메달을 획득했다.